# Manoncourt-en-Vermois
Manoncourt-en-Vermois ist eine französische Gemeinde mit 338 Einwohnern (Stand: 1. Januar 2022) im Département Meurthe-et-Moselle in der Region Grand Est (bis 2015 Lothringen). Sie gehört zum Arrondissement Nancy und zum Kanton Jarville-la-Malgrange. 

## Geografie
Manoncourt-en-Vermois liegt etwa 15 Kilometer südsüdöstlich von Nancy. Umgeben wird Manoncourt-en-Vermois von den Nachbargemeinden Ville-en-Vermois im Westen und Norden, Saint-Nicolas-de-Port im Nordosten und Osten, Coyviller im Osten und Südosten sowie Burthecourt-aux-Chênes im Südwesten.

## Bevölkerungsentwicklung
| Jahr                       | 1962 | 1968 | 1975 | 1982 | 1990 | 1999 | 2006 | 2019 |
| Einwohner                  | 161  | 184  | 159  | 228  | 248  | 248  | 317  | 344  |
| Quellen: Cassini und INSEE |      |      |      |      |      |      |      |      |

## Sehenswürdigkeiten
- Kirche La Nativité de la Vierge aus dem 16. Jahrhundert
- Kapelle
- Schloss aus dem beginnenden 19. Jahrhundert

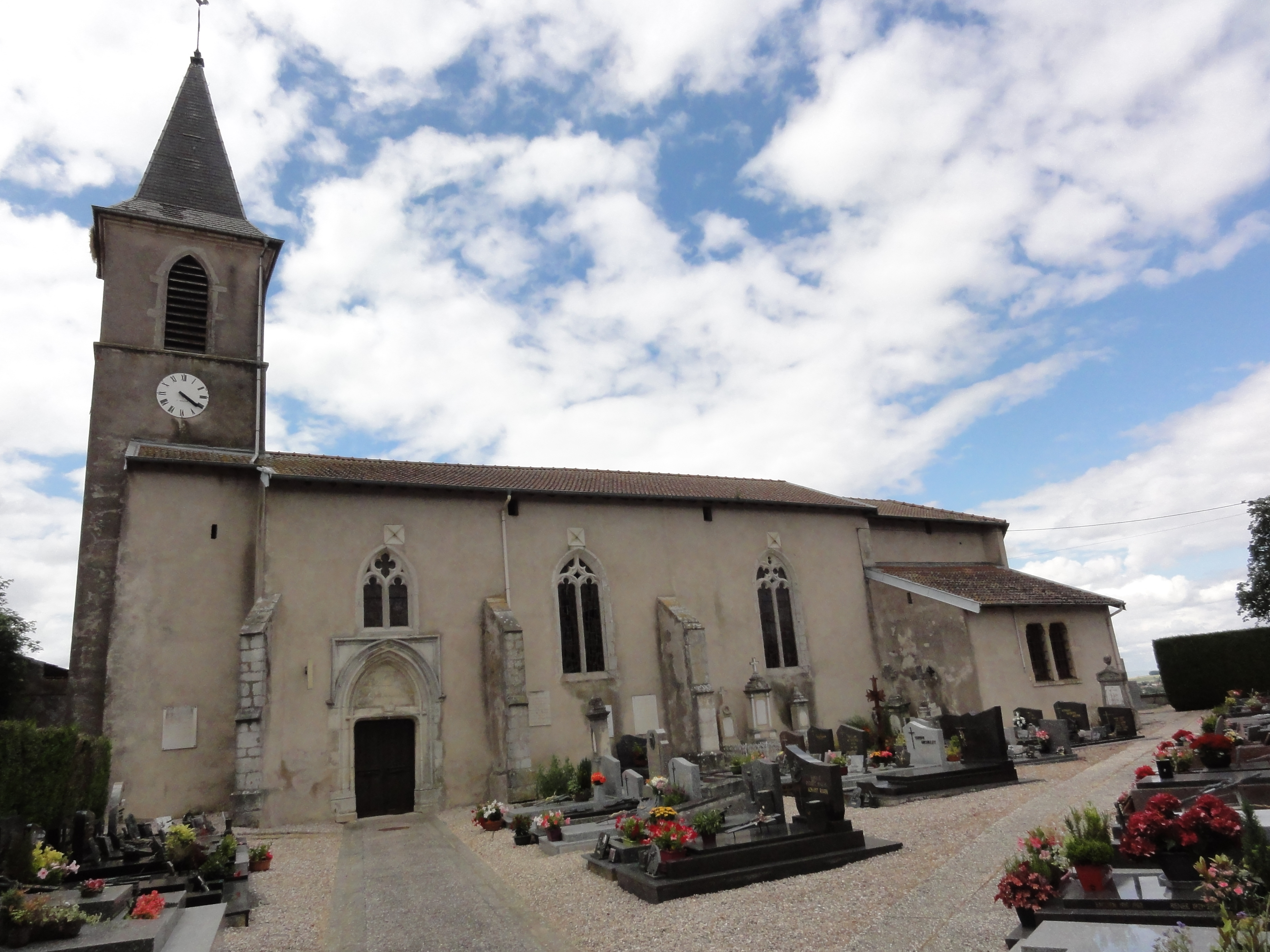
Kirche La Nativité de la Vierge